# Pierre Ivanovitch Chouvalov

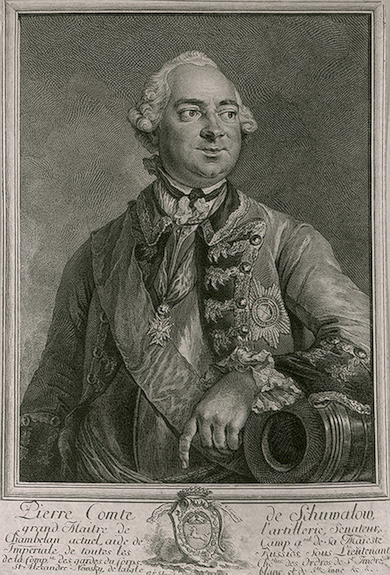
Portrait du comte Chouvalov

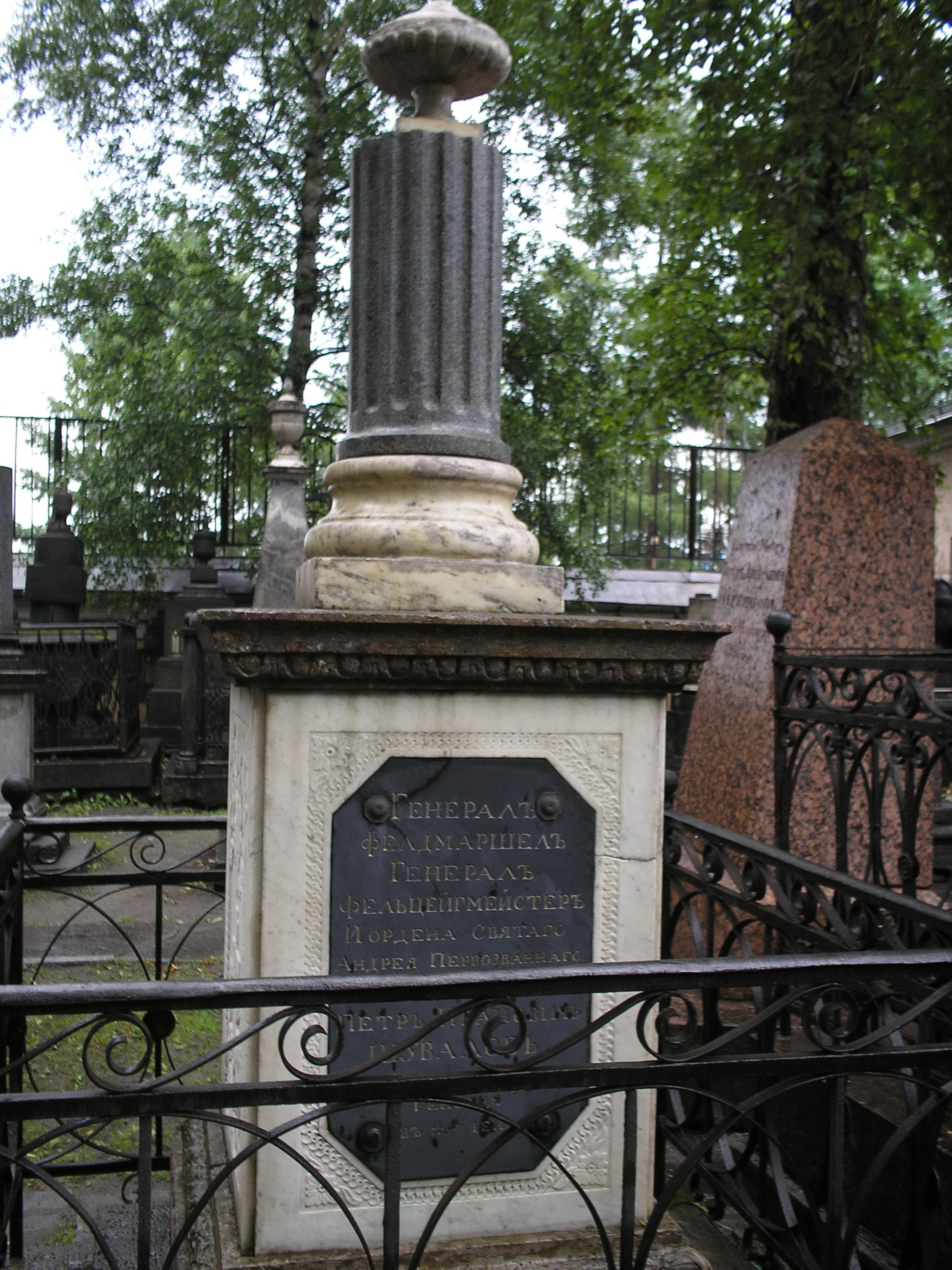
Tombe du comte Chouvalov au cimetière Saint-Lazare (Saint-Pétersbourg)

Le comte Pierre Ivanovitch Chouvalov, en russe : Пётр Иванович Шувалов, (1711-1762) est un homme d'État et maréchal russe qui, avec son frère Alexandre et son cousin Ivan, hissa sa famille aux plus hautes destinées de l'Empire.
Pierre Chouvalov commença sa carrière comme page à la cour de la future impératrice Élisabeth. Il attira son attention, lorsqu'il épousa une de ses intimes, Mavra Chepeleva, dame de la Cour.
Lorsqu’Élisabeth monta sur le trône de Russie, Pierre Chouvalov devint chambellan, puis sénateur et comte, en 1746.
C'était aussi un militaire ; il commanda une division près de Saint-Pétersbourg et le Corps d'Observation, formé par lui. Il s'occupa de doter la Russie de manufactures d'armement, spécialement dans le domaine de l'artillerie.
Il fut surtout ministre, chargé des affaires intérieures, et réforma l'économie de l'Empire, mise à mal par le règne précédent. Il appliqua une politique protectionniste et fit tomber les barrières douanières intérieures (taxes et octrois divers). Son attention fut attirée par les mines de l'Oural et il développa le secteur manufacturier.
Il avait une grande influence sur l'impératrice, favorisée par sa proximité avec son cousin Ivan, favori de l'impératrice, mécène et fondateur de l'Académie des beaux Arts de Saint-Pétersbourg.
Il fut néanmoins dépensier et causa des dettes considérables au Trésor.